# ضبر (نبات)
الضبر (الاسم العلمي:Dobera) هو جنس من النباتات يتبع الفصيلة الأراكية من رتبة الكرنبيات.
,الضبر شجرة معمرة دائمة الخضرة موطنها الأصلي شبه الجزيرة الصومالية وشمال شرق كينيا وإثيوبيا وكذلك جنوب تهامة في الجزيرة العربية. وفي إثيوبيا، ستجده كما ينتشر الضبر في تهامة جنوب غرب المملكة العربية السعودية، ويمكن أن يتجاوز عمر الضبر المئة عام.

## ثمرها

ثمر الضبر (المُصَعْ)

للضبر ثمار تسمى "مصع" وهي ثمرة تكون باللون الأخضر وتتحول عند نضجها لتصبح باللون الأصفر المائل للأبيض وبداخلها طبقة حمراء هلامية ذات مذاق سكري تغلف البذرة، وتعد الضبر شجرة داعمة للنظام البيئي، حيث تتخذها الطيور سكنًا لها وتتغذى على ثمارها التي تنتجها بشكل غزير سنويًا.

## الضبر في الثقافة الشعبية
كان تشيع بين سكان مناطق مواطن الضبر في الجزيرة العربية أسطورة تحكي أن الضبرة نشأت أول مرة إبان طوفان نوح ومنه أخذت حجمها وعمرها.
تربط الثقافة الشعبية بين الماورائيات والتجويفات التي تنشأ في جذوع أشجار الضبر والتي تسمى (الجَوَلْ) في الثقافة الدارجة لسكان موطنها في المناطق العربية.

## أنواع الضبر
- ضبر أجرد (الاسم العلمي:Dobera glabra)
- ضبر إساري الأوراق (الاسم العلمي:Dobera loranthifolia)
- ضبر عربي (الاسم العلمي:Dobera arabica)
- ضبر روكسبوري (الاسم العلمي:Dobera roxburghii)